# Igreja Nossa Senhora do Rosário (Barão do Triunfo)
A Igreja Nossa Senhora do Rosário é um templo católico histórico de Barão do Triunfo, no Rio Grande do Sul, situada no centro histórico da cidade.